# Louis Metcalf
Louis Metcalf (* 28. Februar 1905 in Webster Groves, Missouri; † 27. Oktober 1981 in New York) war ein US-amerikanischer Jazz-Trompeter und Kornettist des Swing.

## Leben
Metcalf wuchs in St. Louis auf und arbeitete zu Beginn seiner Karriere auf einem Flussdampfer der „Streckfus“-Linie,  die zu dieser Zeit je eine Band aus New Orleans und St. Louis hatte. Er war mit einer populären Show, „Jimmy Cooper's Black & White Revue“, ein paar Jahre auf Tournee und kam schließlich 1923 nach New York. Dort arbeitete er in den Clubs mit Sidney Bechet, Johnny Hodges, Willie The Lion Smith und Tommy Benford, außerdem mit Jelly Roll Morton, Benny Carter und King Oliver. Metcalf war ein gefragter Sessionmusiker und soll in dieser Zeit an etwa 200 Schallplatteneinspielungen beteiligt gewesen sein.
Im Jahr 1926 wurde er Mitglied im Duke Ellington Orchester. Ellington hatte ihn eingestellt, weil sein weicher Ton gut mit Bubber Mileys Stil kontrastierte. Außerdem hatte er die Fähigkeit, „stock“-Arrangements, die den Hauptteil des Repertoires der Band ausmachten, vom Blatt zu spielen. Metcalf blieb bis zum Frühjahr 1928 in der Band und ging, als Arthur Whetsol zurückkehrte. In den 1930er Jahren leitete  Metcalf auch eigene Formationen und spielte in Fletcher Hendersons Band.
Im Jahr 1946 zog er nach Montreal und formierte die „International Band“, die einen frühen Bebop-Stil spielte. Er bewegte sich für einige Jahre in der Montrealer Jazzszene im „Café Saint-Michel“ und arbeitete dort mit lokalen Musikern wie dem jungen Oscar Peterson und durchreisenden US-Amerikanern wie Art Pepper, Fats Navarro und Sonny Rollins.
Wegen eines Drogendelikts musste er 1951 nach New York City zurückkehren. Er veröffentlichte dann 1966 ein Album mit dem Titel „I’ve Got The Peace Brother Blues“ und hatte eigene Formationen. Nach 1968 beendete eine Krankheit seine musikalischen Aktivitäten; er starb 1981 in Jamaica auf Long Island.